# انتخابات الرئاسة الأرجنتينية 1983
انتخابات الرئاسة الأرجنتينية 1983 هي انتخابات رئاسية جرت في 1983، في الأرجنتين.
فاز بالانتخابات راؤول ألفونسين.

## معرض صور

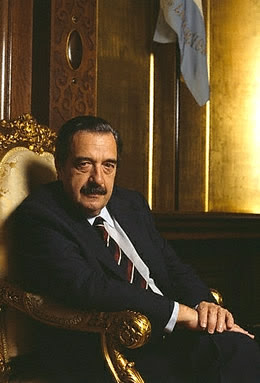
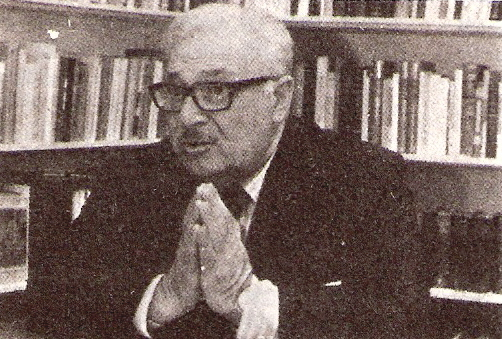
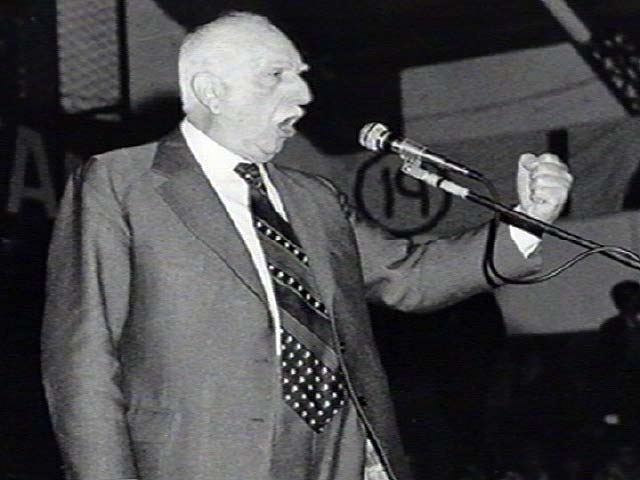